# Kền kền Himalaya
Kền kền Himalaya (danh pháp khoa học: Gyps himalayensis) là một loài chim trong họ Accipitridae.
Loài kền kền này liên quan chặt chẽ với Kền kền Griffon (G. fulvus) Châu Âu và từng được coi là một phân loài của kền kền Griffon châu Âu, loài này được tìm thấy dọc theo Himalaya và cao nguyên Tây Tạng lền kề. Đây là một trong hai loài kền kền Cựu thế giới lớn nhất và là những con chim săn mồi thực sự.
Loài này được tìm thấy chủ yếu ở các vùng cao hơn của dãy Himalaya, Pamirs, Kazakhstan và trên cao nguyên Tây Tạng (về mặt kỹ thuật ở Trung Quốc, với giới hạn tây bắc của phạm vi sinh sản ở trong Afghanistan và giới hạn phía nam trong Bhutan. Chim vị thành niên tuy nhiên có thể phân tán thêm về phía nam và những cá thể lang thang đã được ghi lại trong Thái Lan, Myanmar, Singapore và Campuchia.